# KTM EXC-F
Le motociclette EXC-F della KTM, sono moto da enduro con motore a quattro tempi, prodotta in diverse cilindrate.

## 250
Disponibile a partire dal 2001, con il motore nelle misure 75 x 56,5.

## 350
Portata nei campi di gara a partire dal 2010, venne messa a disposizione di tutti a partire dal 2011.

## 400
Prodotta a partire dal 1999 fino al 2011, con il motore nelle misure 89 x 64.

## 450
Prodotta a partire dal 2002 con il motore nelle misure 89 x 72, mentre dal 2012 le misure sono 95 x 63,4.
motore di 448 cm³ sviluppa 35 cv

## 500
In produzione c'è anche la 500 EXC con cilindrata effettiva di 510,4 cc

## 510-520-525-530
Prodotta a partire dal 1999, non sono più in produzione.